# Augirein
Augirein är en kommun i departementet Ariège i regionen Occitanien i södra Frankrike. Kommunen ligger  i kantonen Castillon-en-Couserans som ligger i arrondissementet Saint-Girons. År 2022 hade Augirein 80 invånare.

## Befolkningsutveckling
Antalet invånare i kommunen Augirein
Referens: INSEE